# ميكائيل شتيفل

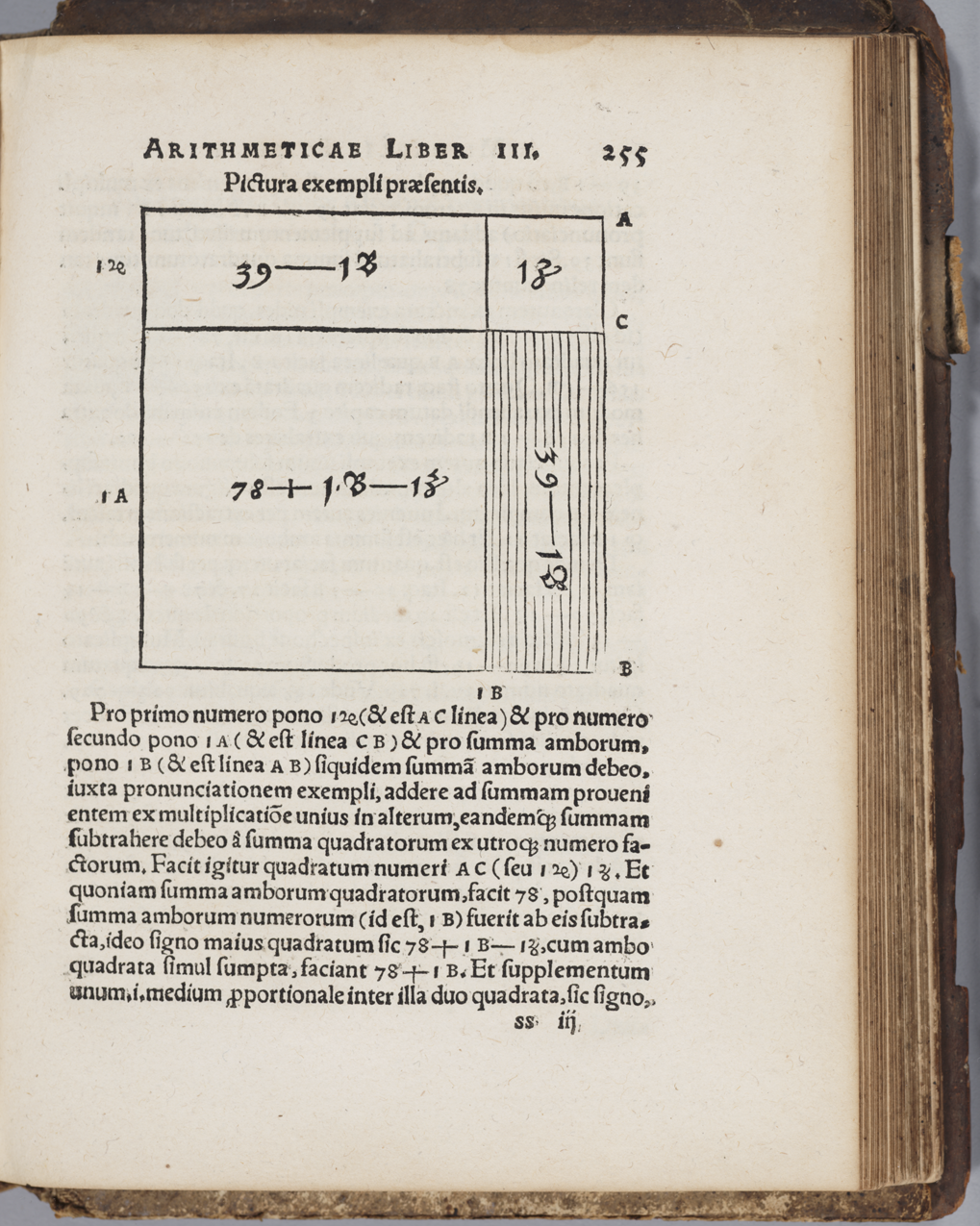
كتاب ميكائيل ستيفل Arithmetica Integra (1544), p. 225.

ميكائيل شتيفل (بالألمانية: Michael Stifel) (1487 م، 19 أبريل 1567) هو رجل دين ألماني ومصلح بروتستنتي وعالم رياضيات.

## عمله في الرياضيات
أهم عمل لشتيفل هو كتاب عنوانه  Arithmetica integra نشره عام 1544. احتوى هذا الكتاب على إبداعات مهمة في الترميز الرياضي. شتيفل هو أول من أشار إلى عملية ضرب عنصرين اثنين بمجرد وضعهما الواحد أمام الآخر بدون إضافة رمز يدل على عملية الضرب.
احتوى كتابه على لائحة أعداد طبيعية مرفوعةً إلى قوة العدد اثنين. اعتبر البعض أن هذه اللائحة هي البدايات الأولى لدالة اللوغارتم الذي اكتشفها عالم الرياضيات الإسكتلندي جون نابير سنوات بعد ذلك، علما أن هذا الأخير قد سافر إلى أوروبا القارة من أجل الدراسة، حيث يُعتقد التقاؤه بكل من سيمون ستيفين و فرانسوا فييت و ميكائيل شتيفل ذاته.